# Aalst (Brabant-Septentrional)
Pour les articles homonymes, voir Aalst.
Aalst est une localité appartenant à la commune néerlandaise de Waalre, dans la province du Brabant-Septentrional. Le 1er janvier 2006 elle comptait 10 420 habitants, soit 63 % de la population de toute la commune de Waalre.

## Histoire
Aalst a été une commune indépendante jusqu'au 1er janvier 1923, quand elle a été fusionnée avec Waalre. Ce rattachement reste mal accepté à Aalst, qui est supérieure à Waalre en population comme en superficie.